# ファイナルファンタジータクティクスの登場人物
ファイナルファンタジータクティクスの登場人物（ファイナルファンタジータクティクスのとうじょうじんぶつ）では、スクウェア・エニックス（旧スクウェア）から発売されているPlayStation用コンピューターゲーム『ファイナルファンタジータクティクス』およびPlayStation Portable用ソフト『ファイナルファンタジータクティクス 獅子戦争』に登場する架空の人物について列挙・詳細を記述する。
声はリメイク版『ファイナルファンタジータクティクス - イヴァリース クロニクルズ』や客演時の担当声優。

## 主要人物
ラムザ・ベオルブ / ラムザ・ルグリア (Ramza Beoulve / Ramza Lugria)
声 - 立花慎之介（『LORD of VERMILION III』/『LORD of VERMILION ARENA』/『ディシディア ファイナルファンタジー』シリーズ（『アーケード版』、『NT』、『オペラオムニア』） /『イヴァリース クロニクルズ』）
本作の主人公。ラーグ公に仕える名門貴族・ベオルブ家の末弟。平民の妾腹の子として出生した経緯から、優秀な兄達に対してコンプレックスを抱いている。妹のアルマを大事にしており、ディリータとは兄弟同然に育った親友である。チャプター1では北天騎士団の士官候補生であり、貴族と平民の確執や、ベオルブ家の一員としての責任に対する認識が甘いところが散見された。しかし、骸旅団の掃討戦を通して現実を目の当たりにしたことから現実逃避し、チャプター2では母方の姓であるルグリアを名乗り、傭兵に身を落としていた。だがティータのように利用されるままのオヴェリアを見て、自らの正義を貫くため再び「ベオルブ」の名を掲げる。
獅子戦争を裏で操るグレバドス教会、さらに教会をも操るルカヴィの存在に気付き、彼らとの戦いに身を投じるが、ドラクロワ枢機卿殺害の容疑で異端者の烙印を押され、後世のイヴァリースにおいてもグレバドス教会からは最悪の異端者として語られている。
エンディングでは生死が明言されることなく完結するが、実際は仲間共々生還を果たしており、歴史の表舞台から姿を消した後は名前を変えて生き続けたことがディレクター・脚本を務めた松野泰己自身によって明かされている。死都ミュロンドに移動した際にローファルに魔法陣を破壊されて脱出不可能に作中では見えるが、「入手した聖石を使って何かしたんじゃないかな」とのこと。
ジョブは専用アビリティを持つ「見習い戦士」。チャプターが進むごとにごとに衣装が二度変化する。また、『獅子戦争』ではチャプター4においてもムービー中はチャプター2～3の格好をしている。
名前と誕生日をゲーム開始時に変更・決定することができる。特定の誕生日を設定すると、妹であるアルマよりも年齢が下になってしまうことがある。
ディリータ・ハイラル (Delita Heiral)
声 - 内山昂輝（『イヴァリース クロニクルズ』）
15歳。ラムザの親友。ゲーム開始時の年齢は16歳。後世においては獅子戦争を終結させた「英雄王ディリータ」として語り継がれる。
ラムザと幼き時からイヴァリース王国立の士官養成学校に入学し同じ時を過ごしてきた学友だった。しかし、ラムザとは逆にオヴェリア王女をさらうべく派遣される事になる。獅子戦争が勃発する直接の発端と称されるイヴァリース王女オヴェリア誘拐事件においてラムザとは異なった道を歩むようになる。
両親を黒死病で亡くし、妹のティータと共にベオルブ家に引き取られ、バルバネスの計らいにより平民ながら士官アカデミーに通うことを許された。ラムザには身分を超えた友情と信頼を寄せていたが、ティータが作戦中に切り捨てられたことで貴族達への怒りを爆発。ラムザと袂を分かつ。砦の爆発に巻き込まれ落命したかと思われていたが生存しており、「利用される者」から「利用する者」となるべく行動を開始する。ラムザに対して「アルガスの次は、おまえの番だッ」とまで激昂していたが、その後再会した際には復讐及び敵対することはなかった（再会した時点で態度を軟化させており、「目指す方向が一致している限り、お前はオレの敵じゃない」と言っている）。
戦争終結、ひいてはイヴァリースの王として君臨する野望のために、グレバドス教会の尖兵としてゴルターナ軍に潜入。オヴェリアにティータの境遇を重ね、彼女を大事に想うようになるが、オヴェリアや親友ラムザをも利用して自らの野望を遂げようとする姿勢を崩すことはなく、バルマウフラにそれを指摘されたときは激昂する姿を見せた偽悪者でもある。
エンディングではオヴェリアにナイフで刺され、彼女を刺し返してしまう。その後、「…ラムザ お前は何を手に入れた？オレは…」と呟いて物語は幕を閉じる。命は助かったものの、オヴェリアを亡くした後は孤独に統治を行っていくこととなる。
すべてを手に入れて（広義の意味で友情を含む）愛を失ったディリータと、すべて（家柄や地位等）を失ったが愛を手に入れたラムザの対照的な二人の生き方が本作のテーマの一つであり、当初はラムザ編とディリータ編の二つのシナリオが同時並行で進む予定だったが開発期間の関係で断念され、本編はラムザ編のみとなり、ディリータの物語はイベントシーンのみで語られることとなった。
専用ジョブは「見習い戦士」「ホーリーナイト」。チャプターを追うごとに衣装が豪奢になっていく。基本的にはNPCだが、『獅子戦争』での追加イベントでは、彼とオヴェリアを操作するステージも存在する。松野泰己は『獅子戦争』の開発に全く関わっておらず、前述のディリータ編を実現したわけではない。
アルマ・ベオルブ (Alma Beoulve)
声 - 早見沙織（『イヴァリース クロニクルズ』）
15歳。ベオルブ家の末娘であり、ラムザの妹。生まれてからほとんどの期間を修道院で過ごしており、同じような境遇のオヴェリアとオーボンヌ修道院で知り合い、友人となる。五十年戦争終結後にベオルブ家に戻ってからは幼馴染のティータと共にイグーロスの貴族学院に通っていた。明朗快活な性格で、身分の違いから学院内で虐められることが多かったティータのことを気遣い守っていた。腹違いで歳の離れた長兄・次兄より、同じ母親から生まれ、歳の近いラムザと仲が良い。
獅子戦争勃発後、教会と対立したラムザからゲルモニーク聖典と聖石を奪うための人質として神殿騎士団に拉致されるが、そこで聖アジョラの生まれ変わりであることが判明し、聖天使復活のためにヴォルマルフらに再び連れ去られる。
最終的にラムザによって救出されるも聖天使が消滅する際の爆発に巻き込まれて生死不明となり、エンディングでは葬儀が執り行われる。彼女の墓参りに来たオーランはチョコボに乗ったラムザとアルマを目撃するが、本物だったのか幻だったのかは明言されないまま終わる。しかし後に松野によって本物であったことが明かされた。
専用ジョブは「クレリック」。
オヴェリア・アトカーシャ (Ovelia Atkascha)
声 - 潘めぐみ（『イヴァリース クロニクルズ』）
イヴァリースの先代国王と側室との間に生まれた王女。第一・第二王子を亡くしたオムドリアIII世と王妃ルーヴェリアとの間に養女として迎えられたものの、すぐにオリナス王子が誕生したため、修道院に送られた。アルマとは同じ修道院で生活した仲であり、彼女から草笛を教わっていた。物語の冒頭でディリータによってオーボンヌ修道院から誘拐された。その後、監禁されていた場所で、神殿騎士ヴォルマルフとドラクロワ枢機卿から、既に死亡した本物のオヴェリアの身代わりとして、元老院が用意した影武者であったことを告げられ、自身の出自に打ちひしがれる。常に何者かに利用され続ける運命に翻弄される中、「オヴェリアを守り、オヴェリアのための王国を作る」と誓ったディリータに惹かれるが、裏切りを重ねて成り上がっていく彼を次第に信じ切れなくなっていく。獅子戦争の終戦後に正式な王女として即位し、ディリータと結婚することで約束は果たされたが、後に彼が親友である筈のラムザをも利用していたことを知ったことでいずれ自分も裏切られるのではないかという恐怖が頂点に達し、エンディングで誕生日の花束を持ってきたディリータを刺し、そのディリータの反撃を受けてナイフで刺され倒れた。本編ではここで死亡したようにも見えるが、実際はこの時点では死亡してはいない。しかし、時期は不明だがその後で結局この世を去ってしまう。
専用ジョブは「プリンセス」。

## ガリオンヌ
イヴァリースの西に位置する、ラーグ公が治める領地。本拠地はイグーロス城。魔法都市ガリランドには五十年戦争の英雄エリディブスを輩出した王立魔法院がある。
ベストラルダ・ラーグ (Bestrald Larg)
声 - 田島章寛（『イヴァリース クロニクルズ』）
ガリオンヌ領の領主にして、公爵の爵位を持つ。獅子戦争における「白獅子」。国王オムドリアIII世の王妃ルーヴェリアの実兄であり、自身の血筋であるオリナス王子に王位を継承させ、実質的にイヴァリースの実権を掌握することを目論む。ダイスダーグとは幼馴染の間柄であり、親友と認めていた。五十年戦争時に名を馳せた将軍として語られているが、彼自身は武人ではなく、それらは全て北天騎士団を指揮したベオルブ家の功績である。そのためか、親友と思っていたダイスダーグからは密かに「他人の力を借りなければ戦うことのできない奴」と罵られていた。オヴェリア王女誘拐をダイスダーグと共謀した時にも、大まかな計画を立てたのはダイスダーグであるような描写がなされている。
獅子戦争の終局、北天騎士団全軍を投じたベスラ要塞攻略の際、神殿騎士バルクが撒布したモスフングスの毒によって体調を崩し、その隙を狙われてダイスダーグの手によって暗殺される。ダイスダーグが彼の父・バルバネスを毒殺したことを知っており、今際の際にその事を指した言葉を残す。この今際の言葉が、ザルバッグがダイスダーグに対して疑念を抱くきっかけとなった。

### ベオルブ家
「ガリオンヌにベオルブ家あり」と言われる、300年の歴史を誇る騎士の名門。代々ガリオンヌ領主に仕え、北天騎士団の団長を務める。
ダイスダーグ・ベオルブ (Dycedarg Beoulve)
声 - 小松史法（『イヴァリース クロニクルズ』）
37歳。ベオルブ家の長兄。北天騎士団の前団長であったが、父・バルバネスの没後、その遺言に従い北天騎士団団長の座をザルバッグに譲り、ラーグ公の軍師となった。また、公的な立場とは別にラーグ公とは幼馴染であり、その関係は主従となってからも続いているため、ラーグ公は最も信頼できる重臣の一人としてあげている。
優秀な軍師であるとともに薬物にも精通しており、非凡な魔法剣士でもある。しかし野望を抱く奸物でもあり、目的のためには手段を選ばない冷酷非道な人物。他人に対しても「利用価値があるかないか」でしか見ておらず、価値が無いと分かると途端に掌を返すような侮蔑的発言を投げかけることも目立つため、身内以外の人物に慕われるような描写は殆どない。
『ベオルブ家によるイヴァリースの統治』という野望を抱いており、そのために邪魔な存在だったバルバネスを毒殺した後、ラーグ公と共謀してオヴェリア王女の誘拐・暗殺を計画する。団長の座を退いてもなお騎士団への影響力は強く、計画のために現団長のザルバックもあずかり知らぬところで騎士団を動かしていた。また、傭兵のガフガリオンに、出奔したラムザの監視役を担わせていた。しかし、ラムザやディリータの予想以上の活躍により予定が狂っていき、練り上げていたはずの策略も徐々に通じなくなっていった。
最後は獅子戦争の終盤にて、猛毒のキノコ・モスフングスの毒を散布して戦場を混乱に陥れ、その混乱のさなかにラーグ公を暗殺するも、バルバネスの死の真相を知って反旗を翻したザルバッグと、その場へ駆けつけたラムザ達の手によって討たれるというものだった。さらにその後、事前に交渉に訪れていた神殿騎士ローファルから託されていた聖石「カプリコーン」の力でルカヴィ「憤怒の霊帝アドラメレク」へと転生し、わずかな肉親への情も捨て去ってラムザを抹殺しようとする。
才気に溢れても人間的器量がそれに及ばないばかりに弟達の信頼を失って一族の結束を破壊してしまい、結果的にベオルブ家を滅ぼしてしまった。専用ジョブは「ルーンナイト」。
ザルバッグ・ベオルブ (Zalbaag Beoulve)
声 - 増元拓也（『イヴァリース クロニクルズ』）
28歳。ベオルブ家の次兄。「聖騎士」の称号を持つ北天騎士団の現団長。バルバネスやエルムドアらと並ぶ五十年戦争の英雄であり、敬虔なグレバドス教信者でもある。
ベオルブの名に誇りを持っており、正義感が強い。厳格な性格で、良くも悪くも命令に忠実に行動するが、ラムザやアルマには家族思いの良き兄の一面も見せる。オヴェリア王女の誘拐を始めとするダイスダーグとラーグ公の策謀は彼には知らされていなかった。家を出奔したラムザからは、袂を分かった後も信頼されていた。その一方で骸旅団との決戦において人質となっていたディリータの妹のティータを無視して射撃命令を出した張本人であり（命令を実行したアルガスも「ラムザ、おまえの兄キの命令だぜ。何故はないだろ？」と言及している）、また、再会したラムザに対して激高したあまり「下賤の子」という暴言を吐いてしまうなどの振る舞いも見せる、特権階級出身故の高慢さと崇高さを持つ人物としても描写されている。
兄として、軍師として、ダイスダーグを信頼しており、ダイスダーグに疑念を抱くラムザに激昂するが、ラーグ公暗殺をきっかけに兄への疑問を抱きはじめる。そして、バルバネス殺害の事実を突き止めたことから、遂にダイスダーグに反旗を翻し、駆けつけたラムザと和解する。しかし、ルカヴィへと転生したダイスダーグにどこかへ転送されてしまう。その後、ヴォルマルフの手によってルカヴィの眷属へと転生させられてしまい、聖地ミュロンドにおいて自らの意思に反してラムザと戦うことになる。専用ジョブは「アークナイト」。
ラムザ・ベオルブ
主要人物参照。
アルマ・ベオルブ
主要人物参照。
バルバネス・ベオルブ (Barbaneth Beoulve)
ラムザの実父であり、騎士として最高位を意味する「天騎士」の称号を持つ騎士。ゲーム開始時には既に故人。使用人の一族だったディリータに目をかけ、いずれはラムザの片腕になることを望んでいた。五十年戦争では北天騎士団を率いて凄まじい活躍を見せ、作中では、戦況的に優勢だったオルダリーアがイヴァリースとの和平交渉に応じたのは、オルダリーア軍が彼を恐れたためとされている。五十年戦争末期に病没しているが、実際は息子のダイスダーグによる、病死に見せかけた毒殺だった。
絶大な武勲と確かな実力を持ちながら、ラーグ公爵家の一武人としての生涯に満足しており、自身の利益や貴族社会のことよりも常に民の生活を優先に考えていた。そのため、獅子戦争以降にベオルブ家の名声に陰りが差す中でも、彼だけは平民達に英雄として慕われ続けていた。自身はれっきとした貴族であるが平民の血筋を否定するようなことはせず、ラムザとアルマの母は平民であった。さらに平民出のディリータが秘めていた巨大な才幹を見抜き、イヴァリースの未来の為にラムザと共に歩んでくれることを望んでもいた。
しかし権力への野心に燃えるダイスダーグは、そのようなバルバネスの信条や志を理解できず、内心では「戦争バカ」などと罵っており、やがて前述の暗殺に至った。

### ハイラル家
馬飼いとしてベオルブ家に代々仕える平民の家系。
ディリータ・ハイラル
主要人物参照。
ティータ・ハイラル (Tietra Heiral)
声 - 千本木彩花（『イヴァリース クロニクルズ』）
ディリータの妹でアルマの親友。ゲーム開始時の年齢は15歳。黒死病で両親を亡くした後はベオルブ家に引き取られ、アルマと共に貴族学校に通う。平民出であるため、周囲の貴族の子弟達からいじめられていたが、それを兄の前で表に出すことはなく、常に兄の身を案じていた。
彼女をベオルブ家の娘と勘違いした骸旅団のゴラグロスに誘拐され、その後も保身を図る彼に連れまわされた揚句、ジークデン砦の決戦で盾にされ、アルガスの放った矢に倒れる。彼女の死が、親友であったラムザとディリータの生き方を分かつこととなった。この際の戦闘で、倒れた彼女にカーソルを当てると特殊ジョブ（ディリータの妹）を持っている事が判明するが、蘇生させる事はできない。

### 北天騎士団
ラーグ公が擁する騎士団。イヴァリース最強の騎士団とされる。代々ベオルブ家の騎士が団長を務め、現在の団長は聖騎士ザルバッグである。
ザルバッグ・ベオルブ
ベオルブ家参照。

### ガフガリオンの傭兵団
ガフ・ガフガリオン (Goffard Gaffgarion)
声 - 高木渉（『イヴァリース クロニクルズ』）
北天騎士団に雇われた壮年の傭兵。「ン」の発音に特徴のある喋り方をする。「暗黒剣」の使い手であり、五十年戦争時には東天騎士団の分隊長として活躍したが、非道な戦い方を問題視され、終戦後に騎士団を追放された過去がある。作中では傭兵団のリーダーとして活動しており、ベオルブ家を出奔したラムザを一員に加えて面倒を見ていた。
ルザリア聖近衛騎士団からオヴェリア王女の護衛を依頼されるが、実際にはダイスダーグから王女の誘拐・暗殺のサポートを命じられていた。北天騎士団の任務失敗後はアグリアスの王女追跡に同行し、ゼイレキレの滝での北天騎士団との遭遇時にラムザ達から離れ、ダイスダーグから王女抹殺の命を受けて、幾度となく相まみえることとなる。
割に合わない戦いや自身の度量を超えた仕事はしない現実主義者で、忠義や名誉を重んじる性格であるアグリアスとは反りが合わず、理想主義者のラムザに対して説教をする場面もある。一方で、目的のためには実弟ラムザの殺害も辞さないダイスダーグにあからさまに不快感を示したり、敵対するラムザに対して幾度となく北天騎士団へ戻るように説得を試みるなどの一面もあった。専用ジョブは「ダークナイト」。
「聖剣技」を持つアグリアスと「剛剣」を持つメリアドールは仲間になるが、「暗黒剣」を持つガフガリオンだけは仲間にならないため、「暗黒剣」を使える仲間は「全剣技」を持つオルランドである。ただし「獅子戦争」では暗黒騎士の汎用ジョブが追加されたため、この点は若干改善された。
ラッド (Ladd)
ガフガリオンの部下の傭兵。傭兵となったラムザの同僚。専用ジョブはなく、汎用ユニットと同様の扱い。ラムザとガフガリオンの決別後も（仲間にしていれば）ラムザに付き添う。
なお、ラッド・アリシア・ラヴィアン・ボコの3名と1匹は汎用ユニットの中では特殊な扱いで、戦士斡旋所やランダムエンカウントに登場することは無い。そのため、除名したり戦死したりすると二度と仲間にすることができない。

## 王都ルザリア
イヴァリースの中央に位置する、イヴァリースの首都。

### アトカーシャ家
イヴァリースの王家。
オヴェリア・アトカーシャ
主要人物参照。
オムドリア・アトカーシャIII世 (Ondoria Atkascha III)
現イヴァリース王。五十年戦争において自ら兵を率いて戦った先王・デナムンダIV世とは正反対の、およそ荒事や政治には向かない性格で、元来病弱なこともあって、政治のいっさいを妻のルーヴェリアに任せていた。彼の没後、オリナス王子とオヴェリア王女の王位継承を巡り、獅子戦争が勃発した。
ルーヴェリア・アトカーシャ (Louveria Atkascha)
オムドリアIII世に嫁いだ現イヴァリース王妃。政治に関心の無い夫に代わり、摂政のように振る舞い、イヴァリースの政治のいっさいを取り仕切ってきたが、その強硬な姿勢から元老院と対立している。ラーグ公の実妹。物語中盤以降、オヴェリア誘拐の容疑をかけられ監禁されることになる。ベスラ要塞での北天・南天両軍の戦闘の混乱時に行方不明となった。
オリナス・アトカーシャ (Orinus Atkascha)
オムドリアIII世とルーヴェリア王妃の間に生まれたイヴァリース王子。獅子戦争終結後は、僅かな配下と共に各地を転々する逃亡生活が続き、最終的にロマンダに亡命した。

### ルザリア聖近衛騎士団
アトカーシャ王家直属の近衛騎士団。
アグリアス・オークス (Agrias Oaks)
声 - 沢城みゆき（『LORD of VERMILION III』『LORD of VERMILION ARENA』『ディシディア ファイナルファンタジー オペラオムニア』）/ 佐藤利奈（『ファイナルファンタジーXIV』『イヴァリース クロニクルズ』）
王都ルザリアの近衛騎士団に所属する女騎士。20歳にオヴェリア親衛隊長の任についた。五十年戦争終戦後、オヴェリアの護衛としてオーボンヌ修道院へ派遣され、北天騎士団から派遣されたラムザやガフガリオンとともにイグーロスへの王女護送の任につく。オヴェリア救出のためにラムザ達と行動を共にし、ラムザの素性を知った後も彼を信頼できる仲間と認め、共に戦う。生真面目で正義感が強いが、ヘルプメッセージで女性らしい一面をのぞかせる。芯が強く王女からも信頼されているが、目の前で王女を誘拐されてしまう。
『獅子戦争』では彼女にまつわるサブイベントが多数追加されており、『ベイグラントストーリー』から「ティンカーリップ」の設定が逆輸入されている。また、オルランドゥに見守られながら、ラムザと共に北天騎士団崩れの盗賊団と戦うイベントが用意されているが、ラムザとの恋愛描写は描かれることはなかった。
2004年発売のノベルゲーム「Fate/stay night」のヒロイン・セイバーと似ていると言われることがあり、このことを松野泰己も言及したことがある。「他でも時々言われるんですよｗ『セイバーの影響受けてますよね？』ってドヤ顔でｗ FFTは1997年、Fate/stay nightは2004年と発売年がまったく違うんですよ。だからって、セイバー側がパクりだなんて僕も吉田もまったく思ってないッス」と述べている。
アリシア＆ラヴィアン (Alicia & Lavian)
アグリアスの部下である女騎士たち。専用ジョブはなく、汎用ユニットと同様の扱い。アグリアスとオヴェリアが一度ラムザと別れた際も（仲間にしていれば）ラムザと共に行動する。『獅子戦争』では多少出番が増え、あるイベントを発生させるには彼女達がパーティにいなければならない。

## ランベリー
イヴァリースの東に位置する、エルムドア侯が治める領地。非常に美しい大理石造りのランベリー城は別名「白亜城」と呼ばれている。
メスドラーマ・エルムドア (Messam Elmdore)
声 - 小西克幸（『イヴァリース クロニクルズ』）
ランベリーの領主。侯爵の爵位を持つ。オルランドゥ・ザルバッグらと並ぶ五十年戦争の英雄で、長い銀髪を靡かせ白銀の甲冑を纏うその姿から、味方からは「銀の貴公子」、敵からは「銀髪鬼」の名で呼ばれていた。敬虔なグレバドス信者でもあり、異端審問官の資格を持つ。
獅子戦争勃発の1年前に、ガリランド近くのマンダリア平原において、ラーグ公とダイスダーグに唆された骸旅団の副団長、ギュスタヴ一派の襲撃を受けて誘拐されるが、ラムザ達の活躍によって無事救出される。獅子戦争ではゴルターナ公の陣営の将軍として参戦し活躍するも、流れ矢に当たり戦死する。その際に聖石「ジェミニ」の力によってルカヴィ「死の天使ザルエラ」に転生。謎の美女・セリアとレディを従えてラムザの前に立ちはだかる。『獅子戦争』では、アルガスも眷属として従える。
専用ジョブはザルバッグと同名の「アークナイト」だが、汎用ジョブの「侍」の能力を強化したジョブとなっている。なお、某攻略本では彼の装備品の源氏シリーズに関する有名なガセネタが存在する。
『ファイナルファンタジータクティクスアドバンス』では、後述のセリア&レディと共に元ネタにしたキャラクターが登場する。
セリア & レディ (Celia & Lettie)
エルムドアに仕える謎の美女。専用ジョブは「アサシン」。ストップ・瀕死などの攻撃を使用してくる。ラムザの「見習い戦士」やルッソの「モブハンター」の隠しアビリティ「アルテマ」は、彼女らからラーニングしなければ会得できない。正体は転生したエルムドアが召喚したルカヴィの眷属・アルテマデーモン。
アルガス・サダルファス (Argath Thadalfus)
声 - 吉野裕行（『イヴァリース クロニクルズ』）
エルムドア侯爵配下の近衛騎士団所属の騎士見習い。五十年戦争で没落した貴族の家の出身で、自分の家の再興を最大の目的としている。その反動からか、貴族と平民の身分の差に極度に固執しており、骸旅団のミルウーダとの戦いにおいては彼女ら平民を「家畜」と称したばかりか、「家畜に神はいないッ！！」という暴言を吐くなど、その言動は平民を見下しているというよりは憎悪しているようですらある。貴族としての使命、義務、誇りがあるため貴族には貴族にしかできないことがあるとし、名門に生まれながらもその責務を全うしようとしないラムザにも苛立ちや嫉妬を感じていると同時に、平民でありながら貴族として生活するディリータを憎んでいる。
近衛騎士団が壊滅した際、ただ1人生き残り、ラムザ達に助けられる。当初はラムザ達に恩を感じて行動を共にし、エルムドア侯爵を救出するが、ラムザやディリータと平民に対する思想の違いで対立し、やがて袂を分かつ。その後、ジークデン砦の決戦においてザルバックの配下として戦列に加わり、ザルバックの指示のもと、放った矢が人質にとられていたティータの命を奪い、激昂したディリータとラムザらとの戦いに敗れ悲惨な死を遂げた。『獅子戦争』では後にルカヴィの眷属として復活し、再びラムザの前に立ちはだかる。
専用ジョブは専用の「見習い戦士」。ジークデン砦で対峙する時は通常の「ナイト」、『獅子戦争』での再登場時は専用ジョブが「デスナイト」に変わっている。

## ゼルテニア
イヴァリースの中央に位置する、ゴルターナ公が治める領地。自然豊かな土地で、イヴァリース最大の滝・ゼイレキレの滝がある。
ダクスマルダ・ゴルターナ (Druksmald Goltanna)
声 - 藤沼建人（『イヴァリース クロニクルズ』）
ゼルテニア領の領主にして「黒獅子」の異名を持つ公爵。自らの力添えでオヴェリアを即位させ、傀儡政権を誕生させることを目論み、オリナスを正統後継者とするラーグ公と対立し、獅子戦争を勃発させた。五十年戦争時は自ら先陣に立って戦うほどの勇猛果敢な武人であったが、自らが実質的な「王」となる欲望に囚われ、貧困に喘ぐ民衆を顧みずに獅子戦争を続行する。長年の側近であり友人でもあったオルランドゥを自らの意に反する邪魔者として排斥し、黒羊騎士団長就任後にめざましい活躍を見せ、教会とのパイプ役としても期待できるディリータを後釜に据えて南天騎士団長の座と「聖騎士」の称号を授ける。ベスラ要塞攻防戦にて、オルランドゥの救出に向かったラムザがベスラ要塞の水門を開いたことによる混乱の最中、ディリータによって暗殺された。
グルワンヌ大臣 (Chancellor Glevanne)
ゴルターナ陣営の重鎮。オヴェリア王女誘拐の主犯としてディリータに処刑された。
ブランシュ子爵 (Viscount Blanche)
ゴルターナ陣営の重鎮。獅子戦争中の作戦会議にて、民衆を軽視する発言をしたことから、オルランドゥに一喝された。
ボルミナ男爵 (The Baron of Bolmina)
褐色の肌をしたゴルターナ陣営の重鎮。
グリムス男爵 (Baron Grimms)
ゼルテニアの貴族。黒羊騎士団の団長を務めていたが、革命集団・亮目団との戦いで戦死する。本編には名前のみ登場する。
司教カンバベリフ (Bishop Canne-Beurich)
グレバドス教会の司教。ディリータが救出したオヴェリアを一時期保護していた。

### 南天騎士団
ゴルターナ公が擁するゼルテニアの騎士団。北天騎士団と並びイヴァリース最強の騎士団とされる。作中では、オルランドゥが団長を務める。
シドルファス・オルランドゥ (Cidolfus Orlandeau)
声 - 大塚明夫（『イヴァリース クロニクルズ』）
「雷神シド」の異名で知られる南天騎士団の団長。伯爵の爵位を持つ。バルバネスとは親友同士だった。
強力無比な剣腕を持つがそれだけの人物ではなく親友であるバルバネスの影響を受けたためか、民を想う心も持ち合わせている。獅子戦争の際には「これ以上民衆を傷つけてはならない」という信念から軍議で粘り強く和平工作を提案していたが、ゴルターナ公や側近たちに退けられてしまった。本人は「二十年仕えた間、謀反など考えたこともない」と言い切るほどの忠義の士であったが、グレバドス教会の計略によってゴルターナ陣営の裏切り者に仕立てられ処刑されそうになる。が、ラムザに救出され、以後行動を共にする。
専用ジョブは聖剣技・暗黒剣・剛剣の全てを使いこなす「剣聖」である。初期装備として永久ヘイストがかかる「エクスカリバー」を装備しており、アビリティ「全剣技」と合わせて彼一人で敵を殲滅できるほどの非常に強力なユニットとなる。『ファイナルファンタジー レコードキーパー』に参戦した際にも「ゲームをプレイしていると、“設定では強いはずなのに、味方になったら弱かった”という経験はよくあることだと思うのですが、シドは本当にケタ違いに強いんですよ。1人ですべての敵を倒せてしまうぐらい（笑）」と電撃オンラインで評価されている。松野泰己は『ファイナルファンタジーXIV リターン・トゥ・イヴァリース』にシドを登場させた際に「シドは『バランスブレイク』を言わせることを前提として登場させました（笑）」と語り、吉田直樹から「あの『お前が言うな！』感はイイですよね（笑）」という返答に「そうツッコんでほしいから入れたんです（笑）」と語るなど公式に「バランスブレイカー」と設定されている。
オーラン・デュライ (Orran Durai)
声 - 前野智昭（『イヴァリース クロニクルズ』）
南天騎士団に所属する占星術士で、オルランドゥの養子でもある。実父はオルランドゥの戦友だったが、五十年戦争の折に死亡している。
教会の不正を察知しており、オルランドゥの命でその内偵を進めている中でラムザと出会い、戦いに迷う彼を励ます。軍師としても優秀であり、対立するディリータも才能を惜しみ、自分に仕えるようにと助命した。
獅子戦争終結から5年後に、戦争に隠された真実を記した「デュライ白書」を発表するが、グレバドス教会にとって不都合な事実が記されていたため、教会はデュライ白書を禁書に指定して存在を隠匿し、オーランは異端者として火刑に処された。後世、デュライ白書を公表にこぎつけた歴史学者・アラズラムは彼の子孫にあたる。
専用ジョブは「占星術士」で、アビリティ「星天停止」が使用できる。

## ライオネル
イヴァリースの南に位置する、ドラクロワ枢機卿が治める領地。ゴルゴラルダ処刑場やバリアスの谷など、聖アジョラゆかりの地が多い。
アルフォンス・ドラクロワ (Alphonse Delacroix)
ライオネル領の領主。グレバドス教会において教皇に次ぐ発言権を持つ枢機卿であり、異端審問官の肩書も持つ。五十年戦争時は名を馳せた騎士だったが、異教徒に妻子を殺害されたことを機に異端審問官となり、異教徒狩りに精力を注ぐ。敬虔なグレバドス信者で、また、誠実な人格者であるという風潮で領民に慕われ、アグリアスやブナンザ親子にも高く評価されていたが、裏ではバート商会と通じていた。五十年戦争末期に鴎国ゼラモニアの古城にて聖石「スコーピオ」を発見、既にその力でルカヴィ「不浄王キュクレイン」に転生している。
機工都市ゴーグで発見された聖石「タウロス」を狙い、ルードヴィッヒに命じてブナンザ親子に刺客を差し向けさせた。その後、アグリアスやオヴェリアを囮にしてラムザをおびき寄せ、聖石を狙ってラムザの前に立ちはだかる。同じくルカヴィと化した神殿騎士団長ヴォルマルフとは協力関係にあったが、真相を知らないイズルード達には、「教会（神殿騎士団）とは別に独自に聖石を集めていた」と語られている。
バート・ルードヴィッヒ (Ludovich Baert)
貿易商として知られているバート商会の代表。子爵の爵位を持つが、金の力で爵位を買ったのではないかと推測されている。
バート商会は麻薬や奴隷の売買を生業とする犯罪組織としての裏の顔を持っており、ドラクロワ枢機卿とも裏で通じていた。枢機卿から聖石強奪の命を受けてブナンザ親子に刺客を差し向けるが、幾度となくしくじった挙句、聖石の偽物を掴まされたことで枢機卿の怒りを買い、処刑された。
レーゼ・デューラー (Reis Duelar)
聖竜の血を受け継ぐ一族の末裔。ベイオウーフの恋人。レーゼに恋心を抱いた司祭ブレモンダの呪いからベイオウーフを庇い、ドラゴンへと姿を変えられてしまう。
専用ジョブは「ホーリードラゴン」だが、サブイベントを進めて行くと本来の美しい女性の姿に戻り専用ジョブが「ドラグナー」に変わる。
「ドラグナー」そのものは装備品が乏しくアビリティも癖があるが、全ジョブ中最強クラスの基礎能力、各パラメータの成長力を誇る。そのため、育成次第ではオルランドゥすら凌ぐ力を手に入れる。
『獅子戦争』では司祭ブレモンダにさらわれた彼女を助け出すイベントが追加された。
ブレモンダ・フリートベルク (Bremondt Freitberg)
グレバドス教会の司祭。レーゼに恋心を抱き、その恋人のベイオウーフを嫉妬から異端者に仕立て上げ、騎士団から追放した。それだけでは飽き足らず、ベイオウーフに呪いをかけようとするが、レーゼがベイオウーフを庇って呪いを受け、ドラゴンと化してしまったため、一時はレーゼを諦める。しかしレーゼの呪いが解けた途端、アーレスを使いレーゼを連れさらう。
PS版では設定のみのキャラクターであったが、『獅子戦争』では新規のサブイベントで実際に登場する。専用ジョブは「ハイプリースト」だが、一度倒された後「ダークドラゴン」へと専用ジョブが変わる。

### ライオネル聖印騎士団
ドラクロワ枢機卿が擁するライオネルの精鋭騎士団。五十年戦争時、激戦区であったライオネルを護り切ったその実力は北天・南天両騎士団にも引けを取らない。
ベイオウーフ・カドモス (Beowulf Cadmus)
ライオネル聖印騎士団の元団長で、「聖騎士」の称号を持つ騎士。かつてはライオネル一の剣の使い手と謳われたほどの人物だが、レーゼに恋心を抱いた司祭ブレモンダの嫉妬により、異端者の烙印を押され騎士団を追われた。以降はハンターを名乗り、自分を庇って呪いを受けてドラゴンと化したレーゼを探し続けている。その過程でラムザと出会い、行動を共にする。ラムザの協力を得て手に入れた聖石「キャンサー」によってレーゼの呪いを解き、本当の意味でのレーゼとの再会を果たす。『獅子戦争』では実際に司祭ブレモンダが登場し、レーゼをかけて彼と対峙するイベントが追加された。専用ジョブは「テンプルナイト」。似たような効果をもつ陰陽術に比べ範囲が狭く、使用には剣装備が必須であるものの、チャージタイムが無く命中率が高い。
アーレス・ローゼンハイム (Aliste Rosenheim)
『獅子戦争』で追加された新規のサブイベントに登場する新キャラクター。ライオネル聖印騎士団の団長で、「聖騎士」の称号を持つ騎士。「銀狐」という通り名を持つ。かつてはベイオウーフの下、聖印騎士団の副団長を務めており、ベイオウーフが最も信頼していた部下であり親友だった。自身が不治の病に侵され余命が残り少ないことを悟り、ベイオウーフにブレモンダと決着をつけてレーゼと共に本当の自由を得てもらおうと、あえて彼らと敵対する道を選ぶ。また、自身も戦士としての死を望み、ベイオウーフの手で倒されることを望んだ。
専用ジョブはベイオウーフと同じく「テンプルナイト」。源氏シリーズを所有しているが、エルムドアと同様に彼から盗むことはできない（メンテナンスをサポートアビリティとしてセットしているため。ただし、源氏の鎧のみは戦闘後に入手できる）。

### 機工都市ゴーグ
ライオネル領の西の離島にある都市。飛空艇などの聖アジョラの時代の遺物が地下に埋もれており、それを蘇らせようと機工士達が日々奮闘している。
ムスタディオ・ブナンザ (Mustadio Bunansa)
声 - 宮崎遊（『イヴァリース クロニクルズ』）
機工都市ゴーグ出身の機工士。名高い機工師の父親を持つ。現代のイヴァリースでは失われた古代文明の兵器である「銃」を操ることができる。専用ジョブは「機工士」。なお、4章以降の隠しユニットのベイオウーフ・レーゼ・労働八号・クラウドが仲間になるサブイベントは、彼が仲間にいないと発生しない。そのサブイベントでラムザが発した冗談がもとで、労働八号に攻撃され、危うく死にかける。なお、彼のヘルプメッセージに「銃撃にチャージは無意味」と出るが、実際は銃での通常攻撃もチャージで威力は上がる。
『獅子戦争』の追加イベントでは、アグリアスに恋心を抱いていると思わせるシーンが存在する。
ベスロディオ・ブナンザ (Besrudio Bunansa)
機工都市ゴーグ出身の機工師。ムスタディオの父。聖石「タウロス」の所在を巡ってバート商会に追われ、囚われの身となるが、ムスタディオとラムザ達の活躍によって救出される。鉄巨人のイベントで息子のムスタディオが死にかけた際、全くのノーリアクションだった。なお、彼がバート商会の手に堕ちるイベントは、ブレイブストーリーでのみ見ることができる。

## フォボハム
イヴァリースの北に位置する、バリンテン大公が治める領地。本拠地のリオファネス城は統治ではなく戦闘用に作られた「平城」である。
ゲルカラニス・バリンテン (Gerrith Barrington)
フォボハム領の領主。王家の遠縁の血筋で大公爵の爵位を持つ。地位的にはラーグ公やゴルターナ公より上であるが、現在の王家の直系の血縁ではないため、権力争いからは除外されている。様々な国から集められた数々の武器や傭兵部隊を擁しており、「武器王」の異名を持つ。その軍事力を活用し、直接的にではないにしろ、五十年戦争にも貢献している。
物言いは慇懃無礼で一見穏やか、孤児院を建設して篤志家の一面を見せるなどしているが、実際は冷酷非道な人物。孤児院を建設したのも後述の暗殺集団に相応しい人材を探し、子供のころから従順な「駒」として仕立て上げるためである。
「力」によるイヴァリースの支配を企んでおり、聖石の持つ力を軍事力として利用しようとして神殿騎士団と接触する。様々な事実をよく調べあげており、イズルードを人質に取って優位に交渉を進めようとしたが、ヴォルマルフの逆鱗に触れ、ルカヴィと化したヴォルマルフに部下のほとんどを殺害された。何とかその場は脱出し、城の屋上にてラファと対峙、間に入ったマラークを射殺する。ラファにマラークが持っている聖石を寄越すよう要求するが、背後から突如現れたエルムドア一味に屋上から投げ落とされ死亡した。
ラファ・ガルテナーハ (Rapha Galthena)
バリンテン大公が擁する暗殺集団「カミュジャ」の暗殺者である少女。褐色の肌を独特の服装で包んだ異国民であり、故郷を戦乱で追われた際にバリンテン大公に保護され、暗殺者としての訓練を受けた。一族相伝の天道術を操る。専用ジョブは「天道士」。
兄・マラークと共にバリンテン大公に仕えていたが、大公から屈辱的な扱いを受けていたらしく、兄ほどには大公を信用していなかった。そんな中、過去に故郷を焼き打ちしたのはガルテナーハ一族秘伝の術を欲した大公本人であったことを知り、カミュジャから離反。リオファネス城に向かっていたラムザに救援を求める。
リオファネス城での戦いでは、過去を払拭するために戦線を離れ、バリンテンを追う。城の屋上でバリンテン・マラークと対峙し、バリンテンに銃撃されるが、マラークが彼女を庇い命を落としてしまう。戦闘後、兄を亡くしたラファの悲しみにマラークの持っていた聖石が反応し、マラークは蘇った。
マラーク・ガルテナーハ (Marach Galthena)
ラファの兄で、彼女と同じく「カミュジャ」の一員である。一族相伝の天冥術を操る。大公に忠誠を誓っており、ラファと対立することになった。専用ジョブは「天冥士」。
リオファネス城屋上においてバリンテン・ラファと対峙し、バリンテンの銃撃からラファを庇い命を落とすが、聖石の力で蘇生する。その後ラファと和解し、ラムザ達と同行することを決める。

## 骸旅団
骸旅団についてはファイナルファンタジータクティクス#設定・用語参照。
ウィーグラフ・フォルズ (Wiegraf Folles)
声 - 福田賢二（『イヴァリース クロニクルズ』）
貴族に対してテロ行為を行っている骸旅団のリーダー。骸騎士団時代にも騎士団長を務めた。専用ジョブは「ホワイトナイト」。何故か戦場では周囲の人間ユニットは女性で占めている。
妹のミルウーダをラムザに殺害されたことによりラムザを強く恨む。後にローファルの誘いに応じて（『獅子戦争』のみの描写）神殿騎士団に入団し、聖石「アリエス」を与えられ、新生ゾディアック・ブレイブの一員となる。その後、再びラムザに敗れ、理想と仇討ちを果たせぬままに果てようとしていたが、聖石の力によってルカヴィ「魔人ベリアス」に転生した。ルカヴィの強大な力に溺れ、理想を忘れ去り、ミルウーダの敵討ちを「どうでもいい」と言い捨てるなど、急激に変貌する。このときの彼の望みは「世界に混沌と絶望を撒き散らすこと」であり、完全にルカヴィの意識に傾いていた。
敵でありながらも、ラムザは彼のことを「自分とは異なる正しさ」を持った人間と認めていた。それゆえに、神殿騎士団を利用して理想を成し遂げようとし、さらにはルカヴィと化して完全に理想を忘れ去った姿にラムザは激しく落胆する。
ミルウーダ・フォルズ (Milleuda Folles)
ウィーグラフの妹で骸旅団の一員。貴族も平民も無い平等な世界を目指すという理想はウィーグラフとは変わらないが、幾分現実的な性格をしており、正々堂々とした手段にこだわるウィーグラフにもどかしさを感じている。劇中ではフォルズ兄妹の会話や共演シーンは存在しない。
盗賊の砦やレナリア台地での戦いでラムザやディリータに対し自らの思想と苦労話を語り、彼らの価値観に大きく揺さぶりを掛けるも、レナリア台地での戦いで志半ばに戦死する。この際、ラムザは何度も彼女に説得を試みたが、結局応じることは無かった。専用ジョブはないが、他の汎用ユニットのように勧誘はできない。『獅子戦争』では共同戦線のあるシナリオにおいて亡霊として復活してプレイヤーの前に立ちはだかる。
なぜか誕生日とは異なる星座が設定されており、実際に彼女の年齢が上がるのは宝瓶の月19日であるが、本編では乙女座として扱われている。これは『獅子戦争』の本編においても直されなかったが、共同戦線のシナリオで登場する際に修正された。
ギュスタヴ・マルゲリフ (Gustav Margriff)
骸旅団の副団長。ウィーグラフのマルクス思想に限界を感じ、身代金目的でエルムドア侯爵の誘拐を画策するが、ウィーグラフにより粛清される。元は北天騎士団の正規軍に所属する騎士だったが、敵兵を殺戮したり占領下の町で略奪者さながらの行動をしたりといった横行が問題となり、骸騎士団に転籍させられた経緯を持つ。なお、彼と同じくウィーグラフの思想に不安を抱く団員は決して少なくなかった模様。
ゴラグロス・ラヴェイン (Gragoroth Levigne)
骸旅団の一員。ギュスタヴの死後、副団長となる。ダイスダーグ卿暗殺未遂事件の実行犯の1人で、その際、ティータをベオルブ家の人間と勘違いして誘拐した。ギュスタヴ同様にウィーグラフの思想に限界を感じている面があり、ウィーグラフにティータを解放するよう命令されたにもかかわらず、やむを得ず自分達が生き残るために連れまわした。しかし、ジークデン砦に追い詰められた時に人質としたティータをアルガスに殺され、自らも負傷、最後は砦もろとも自爆を敢行した。
ボコ (Boco)
骸旅団に飼育されていたチョコボ。チャプター1の風車小屋での戦いで敵として初登場し、骸旅団壊滅後は野生に還る。年月が過ぎたチャプター2のアラグアイの森でゴブリンの縄張りに迷いこんでしまい、出くわしたラムザ一行とゲストユニットとして共闘する。戦闘終了後に生き残っていれば仲間に加わる。基本的には汎用モンスターの「チョコボ」と同じだが、汎用モンスターの中ではボコのみヘルプメッセージが用意されており、一度除名したり戦死したりすると二度と仲間にすることはできない。なお、チャプター1の戦闘時に戦闘不能にしても消滅することはない。
敵同士だったラムザに命の恩人という形で再会して新しい飼い主になるが、種族の違いもあってか劇中のラムザは気づいてはいない。

## グレバドス教会
ファイナルファンタジータクティクス参照。総本山である聖都ミュロンドは、イヴァリース本土から離れた島にある。

### 教会上層部
マリッジ・フューネラルV世 (Marcel Funebris)
声 - 磯部勉（『イヴァリース クロニクルズ』）
現在のグレバドス教会の教皇。信仰を失い彷徨っている民たちを見かねて獅子戦争とゾディアック・ブレイブの伝説を利用し、神殿騎士団を暗躍させてかつての教会の支配力を取り戻そうとしている。
アルフォンス・ドラクロワ
ライオネル参照。
ザルモゥ・ルスナーダ (Zalmour Lucianada)
グレバドス教会の異端審問官。グレバドス教の厳格な信徒であり、異端者となったラムザの前にたびたび立ちはだかる。教会の陰謀には全く関与しておらず、純粋に信教の正義と秩序のために動いている。専用ジョブは「ハイプリースト」。
バルマウフラ・ラナンドゥ (Valmafra Lenande)
ディリータと共にゴルターナ公の下へ送り込まれた女魔術師。教会からディリータの補佐および監視の命を受けている。ゼルテニアで黒羊騎士団の団長となったディリータの副官を勤める。PS版では戦闘に参加している場面はないが、『獅子戦争』では戦闘に参加する機会が与えられ、専用ジョブは「ソーサラー」となっている。
本編中にディリータによって殺害されたような描写があったが、実はディリータが密かに逃がしていた。
司教カンバベリフ
ゼルテニア参照。
ブレモンダ・フリートベルク
ライオネル参照。

### オーボンヌ修道院
貿易都市ドーターの東に位置する修道院。物語の始まりの地であり、全編を通して重要な意味を持つ。
シモン・ペン・ラキシュ (Simon Penn-Lachish)
声 - 多田野曜平（『イヴァリース クロニクルズ』）
オーボンヌ修道院の院長。オヴェリアの父親代わり。かつては上級異端審問官を勤め、敬虔なグレバドス教信者だったが、ある書物を読んでアジョラ・グレバドスの真実を知り、信仰を失ってしまった。

### 神殿騎士団
グレバドス教会が独自の軍事力として擁する騎士団。
ヴォルマルフ・ティンジェル (Folmarv Tengille)
声 - 東地宏樹（『イヴァリース クロニクルズ』）
グレバドス教会の神殿騎士団団長で、新生ゾディアックブレイブのリーダー。聖石「レオ」を所持している。専用ジョブは「ディバインナイト」。聖石の力でルカヴィ「統制者ハシュマリム」へと転生しており、ある目的のために教会を利用して暗躍している。
ローファル・ウォドリング (Loffrey Wodring)
神殿騎士団の副団長。ヴォルマルフの右腕で彼の真意を知る数少ない人物。固定ジョブは「ディバインナイト」。
ウィーグラフを神殿騎士団に勧誘したり（『獅子戦争』のみの描写）、ダイスダーグに聖石カプリコーンを渡すなどの暗躍を見せる。オーボンヌ修道院の地下で古代呪文「デジョン」を発動させ、死都ミュロンドへの道を開いた。オーボンヌ修道院地下で対峙した際、ラムザは彼からセリア・レディと同様の気配を感じ取り、彼自身も自分は既に人間ではないことを明言している。
クレティアン・ドロワ (Cletienne Duroi)
ヴォルマルフの参謀を務める神殿騎士。敬虔なグレバドス教信者であり、ガリランド王立士官アカデミーを首席で卒業した後、迷わず神殿騎士団に入団した。騎士といっても魔法に精通した魔道士であり、専用ジョブは全魔法を操る「ソーサラー」。
死都ミュロンドで対峙した際の彼の台詞から、ローファル同様、既に人間ではなくルカヴィの眷属と化していることが伺われる。PS版ではほとんど登場するシーンがなかったが、PSP版「獅子戦争」では、新たに彼が優秀な魔道士であることをうかがわせるシーンが追加された。
ウィーグラフ・フォルズ
骸旅団参照。
イズルード・ティンジェル (Isilud Tengille)
神殿騎士団団長ヴォルマルフの実子で、聖石「パイシーズ」を所持する新生ゾディアックブレイブの一員。ルカヴィの眷属に「相応しい肉体」ではなかったようで、ヴォルマルフの真意は知らされておらず、純粋に教会の正義を信じている。
ラムザの持つ聖石を奪うために人質としてアルマを拉致するが、聖石の力を狙うバリンテン大公によってリオファネス城に捕らわれる。そこで父親の正体を知るが、同時に父の手によって致命傷を負い、アルマに聖石を託し死亡する。立場上ラムザとは敵対関係にあったが、ルカヴィの存在を知った後の彼の考えはラムザと同じものであった。専用ジョブは「ナイトブレード」。
メリアドール・ティンジェル (Meliadoul Tengille)
聖石「サジタリウス」を所持する新生ゾディアックブレイブの一員。ヴォルマルフの娘でイズルードの姉。常にフードを被っている。イズルード同様「相応しい肉体」ではないらしく、ヴォルマルフの真意は知らされておらず、教会の正義を信じていた。
当初はルカヴィの存在を全く信じておらず、リオファネス城でイズルードを殺害したのがラムザであるとして仇を討つために追い続けるが、エルムドア公爵がルカヴィへと姿を変える光景を目撃し、さらに父の正体を知らされたことでラムザと行動を共にすることになる。彼女はエルムドアがルカヴィの姿に変わるのを目撃するまで聖石を「ちょっと変わったクリスタル」程度にしか思っていなかった。専用ジョブは「ディバインナイト」。仲間になるのが「剛剣」を含む「全剣技」を使えるオルランドゥ（シド）よりも後なので「どうしても陰が薄くなってしまう、本当に不憫な娘」と電撃オンラインで評されている。
バルク・フェンゾル (Barich Fendsor)
モスフングスの毒粉を散布し、戦況を混乱させる。かつては機工都市ゴーグで機工士として生活し、貴族の支配を嫌って反貴族運動を展開していたため、騎士団のブラックリストに名が記されていた。銃による攻撃を得意としている。傲慢な性格で、民や理想ではなく、貴族の立場に取って代わろうとする私利私欲のために行動する。
ベッド砂漠での戦いでラムザ達に敗れ一度は死亡するが、死都ミュロンドでルカヴィの眷属として転生し、再びラムザ達の前に立ちふさがる。専用ジョブは「機工士」。

### 歴史上の人物
グレバドス教会の創生に係わる人物。
聖アジョラ / アルテマ (Ajora Glabados / Ultima)
本作の最終ボス。『FFT』の時代の12世紀ほど前に実在した、グレバドス教において「神」とされる人物。本名アジョラ・グレバドス。生誕後すぐに黒死病の流行を預言したことで、以後「神の御子」として崇められるようになる。20歳の頃に、当時のランベリー王がイヴァリースを掌握するべく召喚したルカヴィに対抗するため、ゾディアックブレイブを結成してルカヴィを撃退したとされる。一方、宗教家でもあったアジョラは「神の国の到来」を説いたことで神聖ユードラ帝国の国教ファラ教の怒りを買い、ゲルモニークの裏切りによって処刑されることとなる。しかし、アジョラの処刑と時を同じくしてファラ教の本拠地であったミュロンドは、天変地異に襲われて海底に沈没してしまった。これを神の怒りが起こした奇跡と信じた彼の弟子達が彼の教えを広めたことが、グレバドス教会の始まりである。
以上はグレバドス教会で語られている聖アジョラの人物像であるが、ゲルモニーク聖典によれば、アジョラは「神の御子」などではなく、神聖ユードラ帝国と敵対する国家のスパイであった。しかも、他人のために命を賭して戦うような勇者ではなく、後世の人々に崇められるような人間ではなかった。アジョラがゾディアックブレイブを結成しようとしていたのは事実であり、実際に幾つかの聖石を発見していたらしいが、アジョラが何のためにゾディアックブレイブを結成しようとしていたのか、当時のランベリー王が本当にルカヴィを召喚したのかなどは、ゲルモニーク聖典にも記されていない。また、アジョラの死と時を同じくしてミュロンドが天変地異に襲われたのも事実らしいが、これは聖石ヴァルゴによって契約を結んでルカヴィの首魁「聖天使アルテマ」に転生し、その力で天変地異を起こしたと思われる。
どのような経緯だったのかは不明だが、彼の死後、アルテマの魂は現世を彷徨い続けていた。聖天使アルテマはルカヴィの中で唯一、現世とルカヴィが封じられている異世界を繋ぐ能力を持つ。他のルカヴィは自身を封じている聖石を介して、ルカヴィの眷属として相応しい肉体を持つ人間に憑依することでしか現世への復活を果たせない。また、そのような方法で復活したルカヴィは、人間の意識とルカヴィの意識が混濁したある意味不完全な存在であり、ゾディアックブレイブストーリーに語られるような強大な力を発揮できない。しかし、聖天使アルテマが復活すれば、その力によって聖石も相応しい肉体も必要とせず、完全な力をもって現世への復活を果たすことができる。そのためには、多くの血がイヴァリースに流れた後、聖アジョラの生まれ変わりである肉体をアルテマの魂が漂う場所へと連れて行かねばならず、アルテマが司る聖石「ヴァルゴ」のみでは復活は果たされない。そのため、ルカヴィへと転生したヴォルマルフは、聖石「ヴァルゴ」と聖アジョラの生まれ変わりたる肉体、そしてアルテマの魂が漂う死都ミュロンドへの入り口を探し続けていた。
アジョラの生まれ変わりであるアルマが女性であり、アジョラと融合した聖天使アルテマの外見も赤いレオタードを着た女性のような姿だが、ゲルモニーク聖典では「彼」と書かれている。
ゲルモニーク (Germonique)
聖アジョラの13番目の使徒。聖アジョラと敵対していた帝国と密通し、彼を処刑させた裏切り者とされている。ゲルモニーク聖典の著者である。彼もアジョラ同様にスパイで、初期のグレバドス教会に送り込まれていた。

## その他・キーパーソン
労働八号 (Construct 8)
機工都市ゴーグから発掘された、聖アジョラの時代に作られた作業ロボット。聖石を埋め込まれたことで動き出し、最初に動かしたラムザを主人としている。仲間に加わる際、ラムザが冗談で出した「ムスタディオをやっつけろ♡」と言う命令を真に受けてムスタディオを殺しかけた。専用ジョブは「鉄巨人」。
クラウド (Cloud)
『ファイナルファンタジーVII』の主人公で、ゴーグの地下で発見された天球儀らしき装置でイヴァリースに召喚された異邦人。記憶が曖昧で、時折意味不明な言葉を漏らす。元の世界に帰るためにラムザと行動を共にする。専用ジョブは「ソルジャー」。終盤で仲間になるが、レベル1の状態であるため、育てるのに時間がかかる。『獅子戦争』では、仲間にできるようになるタイミングが早くなっている。なお、本作では姓である「ストライフ」は登場しない（攻略本『ファイナルファンタジータクティクス大全』（黒本）にはフルネームで掲載されている）。また守護星座も『FFVII』での誕生日データと一致しない。
バルフレア (Balthier)
『ファイナルファンタジーXII』のパーティキャラクターで、『獅子戦争』に登場する。人を食った俯瞰的言動の青年。拳銃とライフルの中間の、取り回しを容易にした中型筒身銃「バレルガン」を使用するが、本作品にバレルガンはないため、銃を使用する。異端者として教会に追われているようである。専用ジョブは「空賊」だが、FFTの世界では飛空艇は現存していないため、「空賊」は存在せず、ラムザにそのことを突っ込まれていた。本作のバルフレアは「グレバドスの秘宝」なるものによってこの時代へ来てしまったらしい。
ルッソ (Luso)
『ファイナルファンタジータクティクス A2 封穴のグリモア』の主人公で、『獅子戦争』に登場。ハンターとして仲間達と活動していたが、はぐれてしまい、合流するために旅をしている。ゼクラス砂漠でベヒーモスの群れに襲われていたところを通りかかったラムザ達に救助され、仲間達を見つけるまで行動を共にする（ゲーム中ではルッソの仲間達は見つからない）。年齢は不明だが、作中で子供扱いされているラムザですら「君みたいな子供が～」と発言していることから相当幼いと思われる。日々の出来事を手帳に書き記すのが日課。本名はルッソ・クレメンズだが、本作では姓の「クレメンズ」は登場していない。専用ジョブは「モブハンター」。
作中ではコマンド名（ラムザの場合は「ガッツ」、ルッソの場合は「エンゲージ」となる）が異なるが、第4章のラムザと同一の能力を持っており、「アルテマ」もラーニング可能である。また、ジョブ特性として「密猟」を持っているため、第4章のラムザの「見習い戦士」に「密猟」が付いたものと考えればいい。ただし、主人公扱いではないため、主人公のみの特権（Braveの下がり過ぎ及びFaithの上げ過ぎによる離脱の対象外、除名不可能、ユニット消滅時によるゲームオーバー、ストーリーバトルの強制参加）は無い。
エアリス (Aerith)
貿易都市ザーギドスに住んでいる花売り。クラウドが思わず立ち止まってしまうほど、『FFVII』のヒロインであるエアリスに容姿が似ている。母親を養うために多額の借金を背負っているらしく、借金取りに迫られているところをクラウドとラムザに助けられる。なお、クラウドを仲間にする条件として「ラムザがエアリスと出会ったときに花を買う」と言うものがあるが、その花の値段は『FFVII』同様1ギルである。
エリディブス (Elidibus)
王立魔法院出身の魔道士。古文書に残る多くの黒魔法や召喚魔法を現代に復活させた偉大な魔道士であると同時に、五十年戦争中期のロマンダ軍との戦いにおいて多大な戦果を挙げた英雄でもあるが、リオファネス城奪還の戦闘の最中に行方不明となる。
あるサブイベントでエリディブスと思しき人物が登場し、13番目の聖石「サーペンタリウス」の力でルカヴィへと姿を変えて襲い掛かってくるが、彼が五十年戦争の英雄として知られるエリディブス本人であるかは定かではない。
ビブロス (Byblos)（種族名※固有名はランダムで決まる）
ディープダンジョンの最下層でラムザたちの味方ゲストユニットとして登場する謎のモンスター。姿はルカヴィの眷属「アパンダ」そのものだが全く別の存在であり、その能力も「アパンダ」とは異なる。死なせずに戦闘を終わらせると正式な仲間として加わる。
ボーアダム・ダーラボン (Darlavon)
王立アカデミーの教官。丁寧な講義で生徒からの人気も高いのだが、話が長くてくどい。チュートリアルでの説明は彼による講義と言う設定で、一度見始めると説明が終わるまでキャンセルできない。汎用ユニットに彼の娘と思しき人物がいる。その娘は美人らしい。なお、話術士の「話術」の中に、相手を退屈させて眠らせる「ダーラボンのまね」という技がある。
アラズラム・J・D (Arazlam Durai)
獅子戦争の時代から数百年後のイヴァリースに生きる、物語の語り部である歴史学者。登場人物のオーラン・デュライの子孫。長年教会に封印されていた「デュライ白書」から獅子戦争の真実を紐解く。デュライ白書をもとに「ブレイブストーリー」を著す。

### 本編に関わりのない登場人物
ファイナルファンタジータクティクス本編に全く関わらない人物や、時間軸に全く存在しない人物。当然、サブイベントを含めたストーリー中には登場せず、ブレイブストーリーでもその存在を確認することはできない。
怪盗ゼロ
「儲け話」に登場する不正を働く貴族のみを標的にしている義賊で、別名「闇の貴公子」とも呼ばれている。予告状を送りつけ、得意の変装で屋敷に潜り込み、華麗に財宝を盗み出す。財宝の他に貧しい人々に分け与えるために現金と絵画も同時に盗むが、財宝に関しては目的の品でないとわかると嘲笑うかのようなメッセージと共にその場に残して立ち去る（彼が残した財宝が「儲け話」の報酬となる）。彼の真の目的は畏国に伝わるマシュマー金貨であり、その金貨を作り出した人物の孫であるシェイラ嬢の「他界した祖父の元に金貨を返してあげたい」との思いを叶えるための行動であることが後に判明する。最後に「この世に混乱ある限り、人の希望がある限り、ゼロは再び現れる！」との言葉を残し、姿を消した。
ミニマム伯爵
「儲け話」に登場する貿易都市ドーターに住む富豪貴族。
彼からの依頼は主に開けられなくなった屋敷や金庫の扉を開けてほしいという内容である（原因は硬貨や財宝の詰め過ぎや装飾品の重量オーバーによるもの）。社会奉仕を生きがいとしており毎年レッドウィング募金に多額の寄付をしている。そのため、この時代の貴族にしては珍しく民衆から絶大な支持を受けており「伯爵ならば腐敗した貴族社会を立て直すことができる。」と期待されていた。しかしながら伯爵の最後の依頼の際、開けた扉の先の地下室から伯爵が不正に蓄えてきた大量の硬貨と裏帳簿の存在が発覚、長年隠されて来た伯爵の悪事が暴露される結果となり、民衆からの信頼は失われ出馬を予定していたドーター市長選挙での当選は絶望的となった。
ウイユヴェール
ある財宝を見つけることで読むことができるサウンドノベル「ウイユヴェール」の主人公。パブロという男を暗殺するためにシモーヌという偽名で接近している。このサウンドノベルは「おまけ」ではあるが、複雑な設定に膨大な分岐と多くのエンディングを有する作品である。サウンドノベルはこれの他に3編存在する。
森のクマさん
サウンドテスト（ゲームを始めから開始する際にラムザの名前を「BGMききたい」にすると突入する）の曲目のヘルプメッセージで描かれる小話の主役的存在。実は『FFT』は彼を主人公とした心温まるファミリーアドベンチャーであったという（当然、嘘である）。普段は心優しいらしいのだが、キレると闘争本能を剥き出しにし、周りの人間を皆殺しにしてしまう。人間の彼女がいるが、毎回クマさんの暴走に巻き込まれて殺害される。後に野生に帰って人間を見境なく襲う（その際、アウトオブ眼中と死語を発する）ようになったところで第一部が終了する（第二部には続かない）。
本編の殺伐とした雰囲気に反して、あまりにも壊れた物語が展開される。